# Wolfspark Werner Freund
Koordinaten: 49° 28′ 14,3″ N, 6° 38′ 31″ O
Der Wolfspark Werner Freund ist ein Tierpark im Kammerforst in der saarländischen Kreisstadt Merzig, der vom Wolfsforscher Werner Freund gegründet und nach ihm benannt wurde. Der Betreiber und Eigentümer des Wolfsparks Werner Freund ist die Kreisstadt Merzig.

## Geschichte

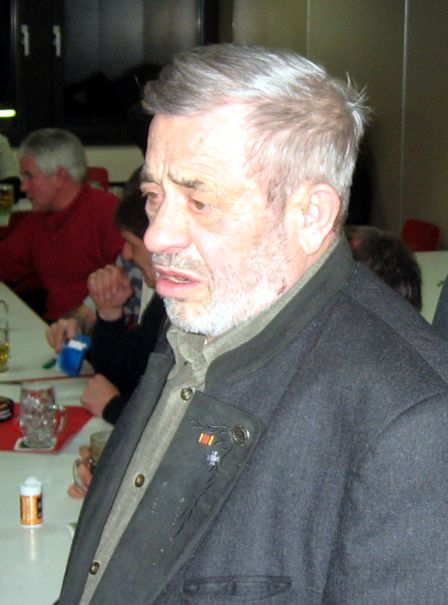
Der Gründer des Wolfparks Werner Freund im Jahr 2006

Der Wolfspark Werner Freund wurde von dem 2014 verstorbenen Wolfsforscher Werner Freund und seiner Frau Erika im Jahr 1977 gegründet.
Das Fallschirmjägerbataillon 262, dem Werner Freund angehörte, übernahm mit seiner 5. Kompanie und später mit der 5. Kompanie des Luftlandeunterstützungsbataillons 262 viele Jahre die Patenschaft über den Wolfspark. Im November 2013 wechselte die Patenschaft zur 2. Kompanie des Luftlandeunterstützungsbataillons 262.
Im Laufe der Jahre wurde der Park mit Hilfe der Stadt Merzig und des 1983 gegründeten „Förderkreises Merziger Wolfsgehege e. V.“ auf seine heutige Fläche von etwa 8 Hektar erweitert. Dort führten Werner Freund und seine Frau Verhaltensforschungen an von Hand aufgezogenen Wölfen durch. Der Wolfspark hatte im Jahr 2013 jährlich rund 100 000 Besucher.
Die heutige Leitung hat Tatjana Schneider inne, die bereits seit 1993 im Wolfspark ehrenamtlich tätig war und schon zu Lebzeiten von Werner Freund als seine Nachfolgerin bestimmt wurde. Ebenfalls seit 1993 unterstützt der damals 13-jährige Michael Schönberger ehrenamtlich den Wolfspark. Schönberger erhielt 1996 mit einem Wolfsprojekt im Rahmen von Jugend forscht einen Sonderpreis für seine Arbeit.
Der Park ist ganzjährig und täglich geöffnet. Zu den regulären Öffnungszeiten ist der Eintritt kostenlos. Neben kostenlosen Führungen finden auch kostenpflichtige Gruppenführungen statt. Die eingezäunten Gehege, in denen die Rudel leben, dürfen von Besuchern nicht betreten werden und das Mitführen von Hunden im Wolfspark ist verboten. Am Wolfspark befindet sich der Startpunkt des 10,4 km langen Premium-Wanderwegs „Wolfsweg“ sowie ein Biergarten namens „Wolfskrug“.

## Aufbau
Im Wolfspark finden sich sieben Gehege sowie ein Aufzucht- und Reservegehege. In den Gehegen leben Rudel mit einer Größe zwischen zwei und sechs Wölfen. Insgesamt leben im Wolfspark durchschnittlich 20 bis 30 Wölfe. Im Jahr 2023 sind es zwanzig Wölfe in sieben Rudeln. Folgende Unterarten des Wolfes sind im Wolfspark zu finden: Timberwolf (Canis lupus lycaon), Eurasischer Wolf (Canis lupus lupus), Tibetischer Wolf (Canis lupus chanco), Mackenzie-Wolf (Canis lupus occidentalis) und Polarwolf (Canis lupus arctos). Seit der Eröffnung des Wolfsparks wurden dort etwa 100 Wölfe aufgezogen.